# Hyporhamphus limbatus
Hyporhamphus limbatus is een  straalvinnige vissensoort uit de familie van halfsnavelbekken (Hemiramphidae). De wetenschappelijke naam van de soort is voor het eerst geldig gepubliceerd in 1847 door Achille Valenciennes.
De soort staat op de Rode Lijst van de IUCN als niet bedreigd, beoordelingsjaar 2011. De omvang van de populatie is volgens de IUCN stabiel.